# Federação Imperial

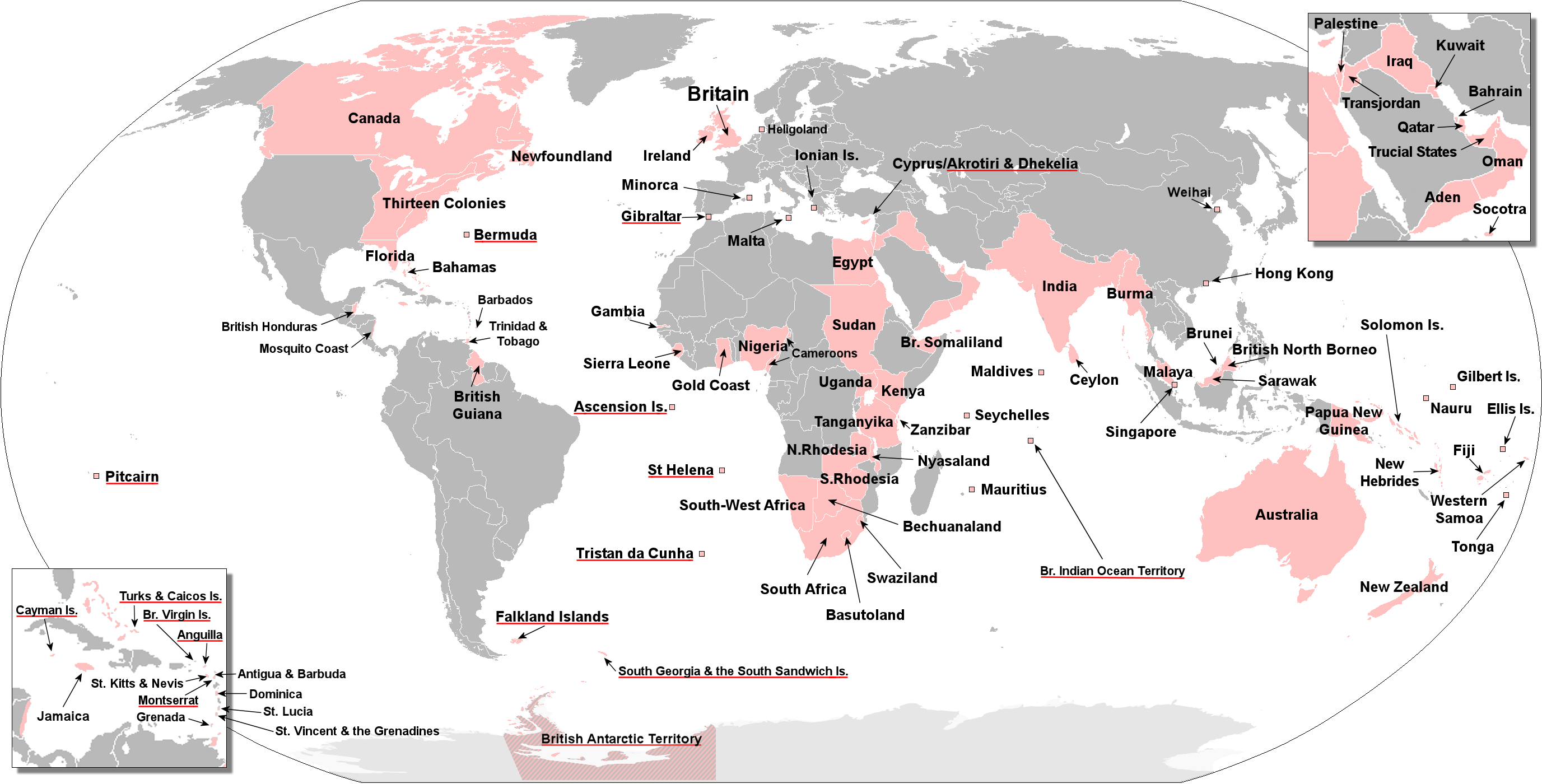
O Império Britânico durante o séculos XIX e XX.

Federação imperial foi uma proposta do fim do século XIX para o início do XX, para criar uma união federal no lugar do atual Império Britânico.

## Motivadores
Na época, o Império Britânico consistia de muitas colônias, algumas das quais foram amplamente domínios auto-regulados (Canadá, Domínio de Terra Nova, Austrália, Nova Zelândia e África do Sul), e outros (Índia, Índias Ocidentais Britânicas e Fiji). O futuro do império permaneceu incerto, uma vez que ficou claro que o resultado final seria se todas as colônias, eventualmente se auto-governassem. Entre outras preocupações, seria muito difícil para os interesses britânicos serem mantidos, se cada colônia fosse essencialmente soberana.
A criação de uma federação imperial tornou-se assim uma proposta alternativa popular para o imperialismo colonial. O plano nunca foi firme, mas a proposta geral foi de criar um único Estado representando as divisões federais pelas colônias do Império Britânico. A federação teria em comum um parlamento e seria governada como um Superestado. Assim, a união imperial poderia ser mantida enquanto ainda permitisse um governo democrático. As colônias aumentariam sua influência, enquanto a Grã-Bretanha seria capaz de compartilhar os custos da defesa imperial. As melhores características de Superestados seriam combinadas com as características dos pequenos Estados.
Foi visto como um método para resolver a governança na Irlanda, pois a Inglaterra e Escócia haviam se unido (junto com os outros membros da Commonwealth), teriam seu próprio parlamento. Westminster se tornaria um órgão puramente Imperial.
Partidários da Federação Imperial consideravam o Reino Unido como tendo dois futuros possíveis: uma união imperial, com uma importância à longo prazo continuada ou uma dissolução imperial e a redução do status do Reino Unido para uma nação de segunda classe.

## Obstáculos
Um dos principais obstáculos para o regime era o chamado "nacionalismo colonial". A concessão de autoridade para um super-parlamento composto de vários interesses concorrentes foi visto pelos opositores como um compromisso para ceder poder à parlamentos locais. Os principais apoiadores coloniais de uma federação, foram o primeiro-ministro australiano Alfred Deakin, no entanto ele viu o momento como uma forma de aumentar a influência dos domínios na política externa e questões de defesa. Os ramos coloniais da Imperial Federation League de fato sobreviveram à queda da organização, em Londres, quando entrou em colapso no ano de 1896, não conseguindo mais resolver conflitos internos sobre a política comercial imperial.

## Legado
A Primeira Guerra Mundial pôs fim aos grandes debates populares sobre uma federação imperial. As preocupações com a defesa e problemas de cooperação imperial foram parcialmente resolvidos através de um sistema colonial ou Conferência Imperial. A ideia foi praticada em uma reunião após a guerra por Lionel George Curtis e do Round Table movement, que continua até hoje como um fórum para promover a Commonwealth.